# Parc de l'église de Naantali
Le parc de l'église de Naantali (finnois : Naantalin kirkkopuisto) ou parc de Nunnalahti (finnois : Nunnalahden puisto) est un parc sur la péninsule Ailostenniemi à  Naantali en Finlande.

## Présentation
Le parc et le cimetière de Naantali entourent l'église de Naantali.
La plage de Nunnalahti se trouve en bordure du parc.
Un pont flottant long de 250 mètres relie le parc à l'île de Kailo.
Le parc accueille des événements comme les concerts Kirkkopuisto soi -konsertit.

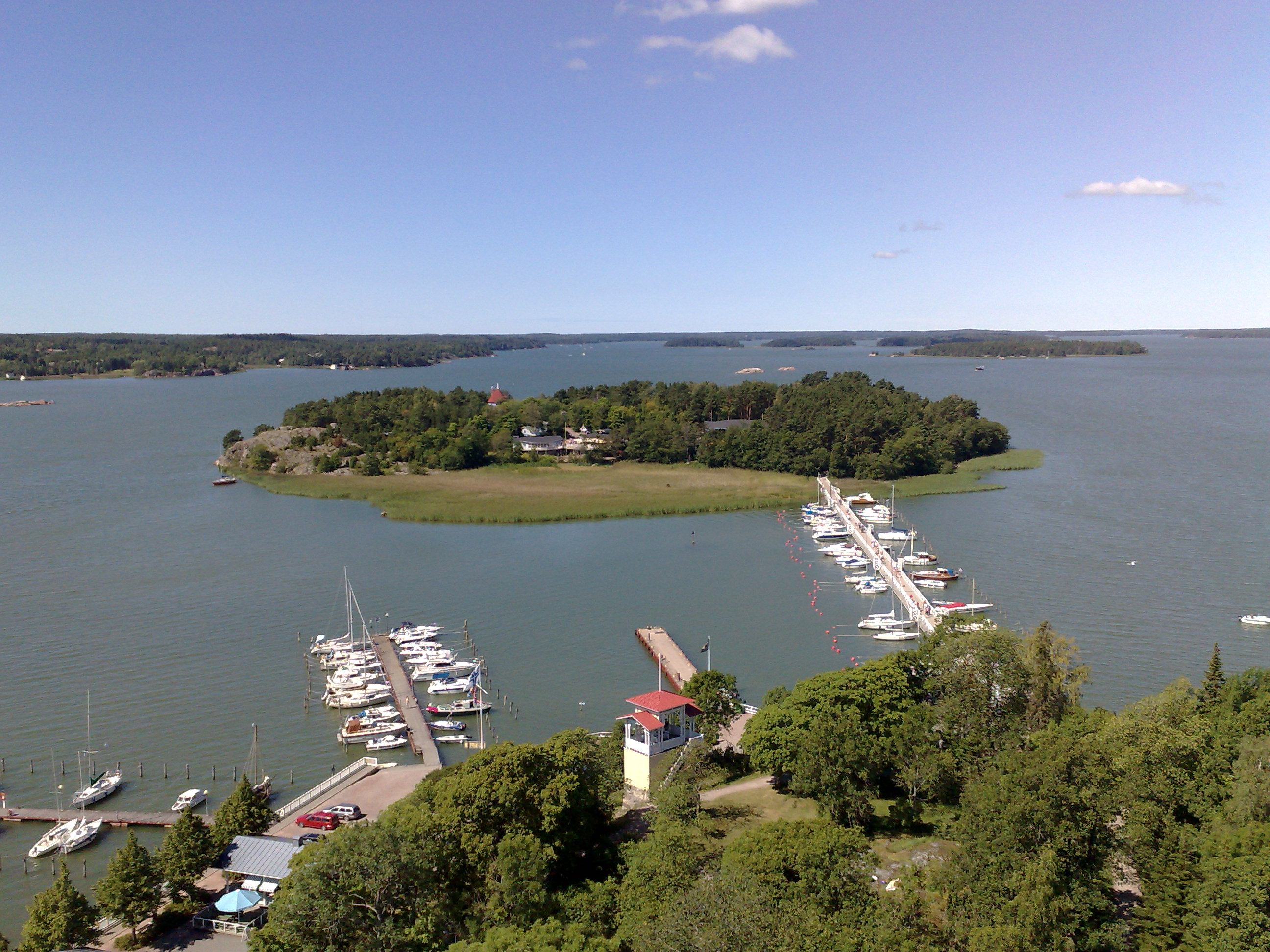
L'île de Kailo et le pont flottant venant du parc de l'église.